# Marantów (przystanek kolejowy)
Marantów – zlikwidowany wąskotorowy przystanek kolejowy w Koninie (dzielnica Marantów) na wąskotorowej linii kolejowej Anastazewo – Konin Wąskotorowy, w powiecie konińskim, w województwie wielkopolskim, w Polsce.